# لیسه امانی
لیسه امانی یکی از اولین مدارس جدید در افغانستان است که با کمک آلمانی‌ها در سال ۱۹۲۴ تأسیس شد. مدیر این مکتب و برخی معلمان آن آلمانی بودند. 

## پیشینه
این مکتب یک سال پس از لیسه امانیه پایه‌گذاری شد.
این لیسه پس از سقوط حکومت شاه امان الله وارد دوره رکود شد، اما وقتی محمد نادر شاه قدرت را به دست گرفت، بار دیگر با نام «لیسه نجات» کارش را آغاز کرد.
قتل نادر شاه توسط یکی از دانش‌آموزان لیسه امانی، بر فعالیت این لیسه تأثیر بدی گذاشت و بسیاری از دانش‌آموزان به اتهام دست داشتن در این قتل اخراج شدند. همچنین حکومت تصمیم گرفت لیسه را تعطیل کند اما با کوشش داکتر والتر ایفن لیسه همچنان به فعالیتش ادامه داد. لیسه امانی در سال ۱۳۸۴ با کمک مالی آلمان بازسازی شد.